# 了源寺 (台東区)
了源寺（りょうげんじ）は、東京都台東区にある浄土宗の寺院。

## 歴史
1602年（慶長7年）、念蓮社一誉によって開山された。元々は田所町（現・東京都中央区日本橋堀留町）に位置していたが、元和年間（1615年 - 1624年）に矢ノ倉（現・東京都中央区東日本橋）に移転し、1644年（正保元年）に現在地に移転した。
当寺の本尊は阿弥陀如来で、慈覚大師円仁の作と伝えられている。
かつて、当寺の門前は「矢ノ倉了源寺門前」と呼ばれており、矢ノ倉にあった頃の形跡を留めていた。

## 交通アクセス
- 新御徒町駅より徒歩4分（経路案内）。